# Lucky (chanson de Britney Spears)
Pour les articles homonymes, voir Lucky.
Singles de Britney Spears
Oops!... I Did It Again
(2000) Stronger
(2000)
Lucky est le deuxième single extrait de l’album Oops!... I Did It Again de Britney Spears, sorti le 8 août 2000.

## Classements
| Pays                | Classement |
| ------------------- | ---------- |
| Allemagne           | 1          |
| Australie           | 3          |
| Autriche            | 1          |
| Belgique (Flandre)  | 9          |
| Belgique (Wallonne) | 10         |
| Canada              | 2          |
| Danemark            | 8          |
| Espagne             | 12         |
| États-Unis          | 23         |
| France              | 16         |
| Irlande             | 2          |
| Italie              | 8          |
| Nouvelle-Zélande    | 4          |
| Royaume-Uni         | 5          |
| Suède               | 1          |